# Jean de Merode
Jean de Merode, född omkring 1589, död 1633, greve, militär. Han deltog på den kejserliga sidan i trettioåriga kriget, där han blev dödligt sårad i slaget vid Oldendorf 1633.